# Титов, Фёдор Егорович
Фёдор Его́рович Тито́в (8 января 1910, с. Сергиевы Горки, Сергиевская волость, Гороховецкий уезд, Владимирская губерния, Российская империя — 18 мая 1989, Москва, СССР) — советский государственный и партийный деятель, дипломат. Министр иностранных дел РСФСР в 1971—1982 годах.

## Биография
Родился в крестьянской семье. По национальности русский. Член ВКП(б) с 1930 года. Окончил Костромской текстильный институт (1941).
- В 1942—1944 годах — инструктор Управления кадров ЦК ВКП(б).
- В 1944—1949 годах — секретарь ЦК КП(б) Латвии.
- С января 1949 по август 1952 года — второй секретарь ЦК КП(б) Латвии.
- С августа 1952 по сентябрь 1959 года — первый секретарь Ивановского областного комитета КПСС.
- В 1959—1962 годах — второй секретарь ЦК КП Узбекистана.
- В 1962—1963 годах — руководитель Группы советников по оказанию помощи в развитии народного хозяйства Кубы.
- В 1963—1966 годах — первый секретарь Чечено-Ингушского областного комитета КПСС.
- С 19 января 1966 по 18 марта 1971 года — чрезвычайный и полномочный посол СССР в Венгрии.
- С 7 мая 1971 по 28 мая 1982 года — министр иностранных дел РСФСР, член Коллегии МИД СССР.

Депутат Верховного Совета СССР 3—6 созывов. Член ЦК КПСС (1952—1971), делегат XIX (1952), XX (1956), XXII (1961) и XXIII (1966) съездов КПСС.
Урна с прахом Титова замурована в колумбарии Ваганьковского кладбища Москвы.

## Дипломатический ранг
Чрезвычайный и полномочный посол (1965)

## Награды
- 3 ордена Ленина
- 3 ордена Трудового Красного Знамени
- орден Дружбы народов
- орден «Знак Почёта» (8 января 1980)
- медали